# Neolectaceae
Neolectaceae är en familj av svampar. Neolectaceae ingår i ordningen Neolectales, klassen Neolectomycetes, divisionen sporsäcksvampar och riket svampar.
| Neolectaceae | \| \| Neolecta \| \| \| \| |
|              | \| \| Neolecta \| \| \| \| |
|              | Neolecta                   |
|              |                            |

|  | Neolecta |
|  |          |

## Källor

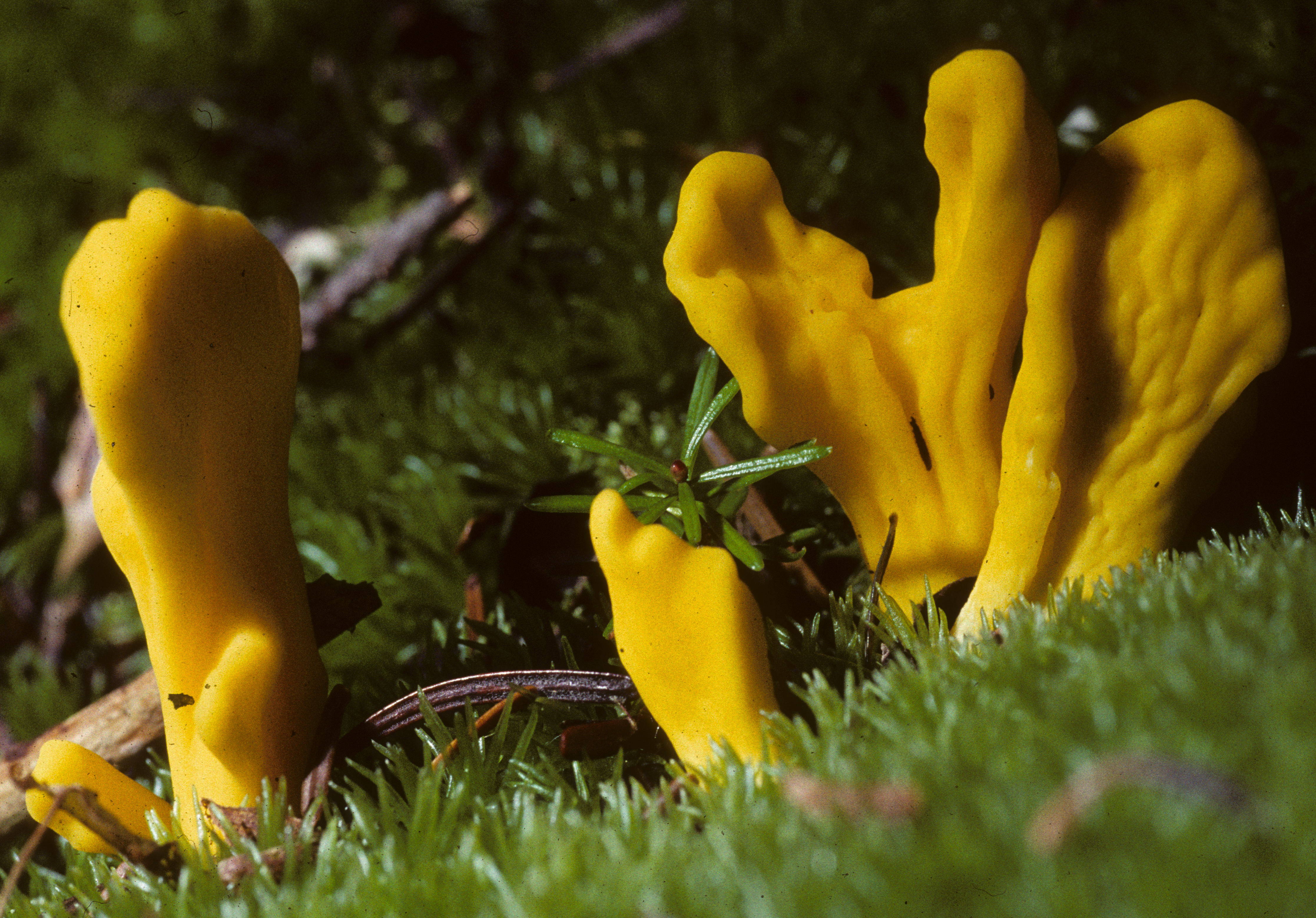